# Ortacesus
Ortacesus – miejscowość i gmina we Włoszech, w regionie Sardynia, w prowincji Sud Sardynia.
Według danych na rok 2004 gminę zamieszkiwało 1009 osób, 43,9 os./km². Graniczy z Barrali, Guamaggiore, Guasila, Pimentel, Sant'Andrea Frius, Selegas i Senorbì.